# Leonor María de Aragón y Foix
Kraljica Leonora (1333. – 26. prosinca 1417.) bila je španjolska plemkinja te kraljica supruga Cipra, Jeruzalema i Armenije.

## Biografija
Leonora je rođena 1333. godine kao Leonor María de Aragón y Foix, najvjerojatnije u dvorcu zvanom Falset.
Njezini su roditelji bili Don Petar (infant Aragonije) i njegova supruga. Petar je bio grof Ribagorze, sin kralja Jakova II.
Leonora je bila sestra Don Alfonsa, teta drugog Don Alfonsa te sestrična kralja Petra IV. Aragonskoga (šp. Pedro IV de Aragón).
1353. godine Leonora se udala za kralja Petra I. od Cipra. Brak je dogovorio njen bratić, kralj Petar od Aragonije. 24. studenog 1358. Leonora je okrunjena za kraljicu Cipra, a za kraljicu Jeruzalema 5. travnja 1360.
Leonorin muž Petar – kojem je ona bila druga supruga – veoma je volio Leonoru, no ipak je imao i konkubine, što je srdilo kraljicu Leonoru.
Petar i Leonora bili su roditelji kralja Petra II. od Cipra, princeze Margarete i princeze Echive.
1366. Petar je otišao s Cipra u križarski pohod te je Leonoru učinio regentom Cipra.
Nakon što se Petar vratio na Cipar, Leonora je bila optužena za preljub s jednim grofom Ivanom. Leonora je morala doći pred sud, no sud je ipak odbacio optužnicu.
17. veljače 1369. kralj Petar I. je ubijen. Leonora je ponovno bila regent Cipra.
Budući da se Leonora nikako nije mogla slagati sa svojom snahom, kraljicom Valentinom Visconti, otišla je 1381. u Kataloniju. Tamo je postala gospa grada Vallsa po nalogu svog bratića, Petra IV.
Umrla je 26. prosinca 1417. u Barceloni.